# Liadotaulius borealis
Liadotaulius borealis is een fossiele soort schietmot uit de familie Dysoneuridae.